# Russell McWhortor Cunningham

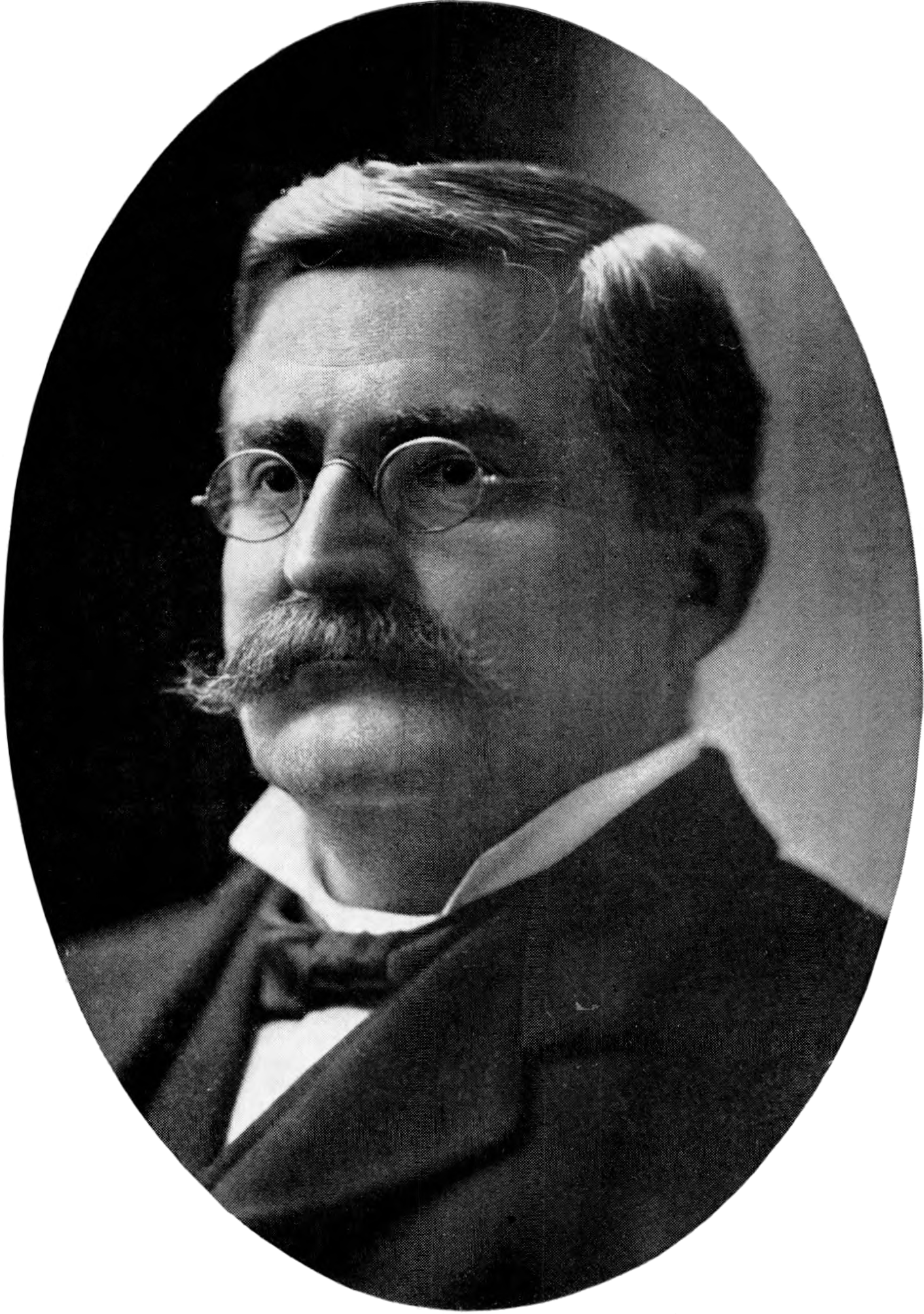
Russell McWhortor Cunningham

Russell McWhortor Cunningham (* 25. August 1855 in Mount Hope, Lawrence County, Alabama; † 6. Juni 1921 in Birmingham, Alabama) war ein US-amerikanischer Politiker und von 1904 bis 1905 Gouverneur von Alabama. Cunningham war Mitglied der Demokratischen Partei.

## Frühe Jahre
Russell Cunningham besuchte die Schulen seiner Heimat und unterrichtete schon im Alter von 17 Jahren. Er studierte Medizin, graduierte 1879 am Bellevue Hospital Medical College und wurde 1881 als Arzt an der Alabama State Penitentiary, einer Besserungsanstalt, zugelassen. Zu der Zeit zog er auch nach Wetumpka. Anschließend arbeitete er 1885 als Arzt und Chirurg für die Tennessee Coal, Iron, and Railroad Company sowie als Arzt für die Alabama Steel and Ship Building Company.

## Politischer Werdegang
Cunningham begann 1880 seine politische Karriere im Repräsentantenhaus von Alabama, wo er bis 1881 tätig war. Ferner war er zwischen 1896 und 1900 Mitglied des Senats von Alabama und 1899 dessen Vorsitzender. Er war auch Mitglied des Verfassungskonvents von 1901, sowie Vizegouverneur von Alabama zwischen 1901 und 1904.
Cunningham übernahm wegen des Ausfalls von Gouverneur William D. Jelks, der wegen einer schweren Krankheit seine Tätigkeit als Gouverneur nicht mehr wahrnehmen konnte, am 25. April 1904 dessen Aufgaben. Er hatte nahezu zehn Monate die Amtsgeschäfte inne und trat am 5. März 1905 zurück, als Gouverneur Jelks in sein Amt zurückkehrte. Cunningham wurde wieder Vizegouverneur und blieb dies bis 1907.
Er scheiterte mit seiner Kandidatur bei den demokratischen Vorwahlen von 1906 für das Amt des Gouverneurs.

## Weiterer Lebenslauf
Cunningham kehrte zu seiner Arztpraxis in Ensley zurück und wurde 1914 zum ersten Amtsarzt von Birmingham gewählt. Er verstarb am 6. Juni 1921 und wurde auf dem Elmwood Cemetery in Birmingham beigesetzt. Cunningham war zwei Mal verheiratet, und zwar mit Sue L. Moore sowie mit Annice Taylor. Das Ergebnis dieser Verbindungen war ein Kind.